# 海のGメン 太平洋の用心棒
『海のGメン 太平洋の用心棒』（うみのじーめんたいへいようのようじんぼう）は、1967年9月15日に大映により配給された、監督は田中重雄、主演宇津井健のアクション映画。
国際警察機構から、横浜港に入港するデンマークの船が金塊を密輸をしようとしているとの情報が入り、横浜税関のＧメンたちが捜査を始める。密輸団とＧメンたちとの戦いを描いた作品である。

## キャスト
- 宇津井健 : 小日向啓一
- 成田三樹夫 : 足立茂夫
- 本郷功次郎 : 戸川孝二
- 藤巻潤 : 前田正信
- 江波杏子 : 乾由起
- 姿美千子 : 佐藤洋子
- 明星雅子 : ミニスカートの女
- 待田京介 : 村田謙
- 中田勉 : 宋
- ダトリ・ベッキーソン : 堀内イリーナ
- ロバート・ベイイン : ジョージ
- 伊達正 : 元
- 小山内淳 : 李喜源
- 夏木章 : 笠間
- 藤山浩二 : 池本
- 中原健 : 三戸部
- ハロルド・コンウェイ : アンリ・ベリルナー
- 谷謙一 : 石井竜策
- 原敬子 : 女給
- 井上大吾 : バーテン
- ルイジア・フィダンツァ : テーベル号船長
- ケナス・ダビレン : 若い外人
- ヴィンス・ドランツ : 中年の外人
- フランツ・グルーベル : 牧師
- フレッド・ボサルト : 牧師
- マイク・ミルナー : 牧師
- 島譲二 : ボーイ
- 三夏伸 : タクシー運転手
- 北原義郎 : 大蔵省監視課長
- 早川雄三 : 今西警部
- 仲村隆 : 中山警部補
- 大庭健二 : 横浜税関審理課員
- 佐伯勇 : 横浜税関審理課員
- 荒木康夫 : 警務官
- 佐山真次 : 警務官
- 木村玄 : 孫陶
- 遠藤辰雄 : 陳康文

## スタッフ
- 監督 : 田中重雄
- 脚本 : 長谷川公之
- 撮影 : 中川芳久
- 企画 : 斎藤米二郎
- 音楽 : 北村和夫
- 編集 : 中静達治

## 併映作品
- 『兵隊やくざ 殴り込み』: 田中徳三監督作品